# Mooji
Mooji of Anthony Paul Moo-Young (Port Antonio, 29 januari 1954) is een Jamaicaanse spiritueel leraar en schrijver.

## Biografie
Mooji werd in 1954 geboren als Anthony Paul Moo-Young in Port Antonio, Jamaica. Toen hij één jaar oud was, vertrok zijn moeder met zijn zus Cherry naar Groot-Brittannië. Op achtjarige leeftijd verloor Mooji zijn vader en werd hij door zijn oom opgevangen. Als tiener besloot hij naar zijn moeder in Brixton te verhuizen. Hij verdiende zijn geld op straat als tekenaar van karikaturen.
In 1985 raakte Cherry verlamd nadat ze was neergeschoten tijdens een politie-inval in haar huis; dit voorval was een van de aanleidingen voor het uitbreken van de tweede Brixton Riot. Mooji stopte hierna als straattekenaar en ontwierp onder andere glas-in-loodramen en deed mee aan tentoonstellingen. Hij raakte geïnteresseerd in spiritualiteit toen hij in 1987 een mysticus ontmoette, waarna hij vijf jaar later besloot om door India te gaan reizen. Hij bezocht onder meer de Indiase goeroe Sri Harilal Poonja. In 1994 keerde Mooji terug naar Engeland en verdiende zijn geld met de verkoop van wierook. Tegelijkertijd ontdekte hij zijn interesse in het delen van wijsheid en spiritualiteit.
In 1994 stierf zijn zoon aan een longontsteking.
Toen in 1999 een groep mensen op zoek naar spiritualiteit zijn volgelingen werden, begon hij met het produceren van boeken, cd's en video's van zijn leringen en groeide zijn bekendheid.
Hij woont in zijn ashram Monte Shaja in São Martinho das Amoreiras, in de Alentejo regio in Portugal, maar geeft over de gehele wereld toespraken en retraites.
Mooji geeft zelf aan dat de tragische gebeurtenis van Cherry een belangrijk moment was om zijn eigen leven te veranderen en een spiritueel pad te verkiezen.